# UTV
UTV，是香港以互聯網方式傳送的多媒體娛樂電視服務，為中國移動香港取得香港流動電視牌照後推出的品牌，用戶可透過智能手機、平板電腦及電視屏幕使用其服務。

## 歷史
中國移動香港在2010年6月用1億7千5百萬港元投得綜合傳送者牌照，以提供廣播類流動電視及相關服務。競投對手包括電訊盈科及城市電訊（今香港科技探索）。
2012年12月10日，中國移動香港以UTV之名作為其流動電視OTT服務品牌正式啟播。啟播時一共有8條頻道，包括2條免費頻道和6條收費頻道。免費頻道包括UTV旗艦頻道UOne和互動新聞台，收費頻道則包括美亞高清電影台、channel M 高清頻道、國家地理野生高清頻道、衛視中文台、Cartoon Network和印尼頻道MNC International。
2013年12月20日，香港電視網絡(HKTV，即今日的香港科技探索)收購中國移動香港的流動電視業務，但既有的UTV品牌將繼續由中國移動香港經營。
2014年10月28日，UTV透過官網表示印尼頻道MNC International將於2015年1月1日起停播。
2015年4月1日，UTV免費頻道之KMTV在529頻道啓播。
2015年4月17日，UTV透過官網表示美亞高清電影台將於2015年4月16日起成為免費頻道。
2015年11月30日，由2015年12月1日起，UTV免費頻道之UOne及美亞高清電影台將停止提供服務。同日，C+ 頻道在521頻道啟播。
2015年12月30日，由2016年2月1日起，UTV免費頻道之互動新聞台及UTV收費頻道之Cartoon Network將停止提供服務。
2016年4月7日，UTV透過官網表示KMTV將於2015年5月9日起成為收費頻道。
2016年6月3日，Channel M第524頻道改名為tvN。
2017年12月1日，UTV收費頻道之tvN、國家地理野生高清頻道、衛視中文台停播。
2018年3月27日，早前向中國移動香港購得流動電視業務的HKTV向通訊事務管理局交還流動電視牌照和頻譜，通過大氣電波廣播的流動電視訊號3月31日終止，UTV今後只能透過互聯網廣播。
2020年1月，中國移動香港推出家居寬頻服務，並同時推出「UTV Box」電視盒子及相關上網計劃。
2023年6月1日，香港有線電視交還收費電視牌照，UTV同步轉播的有線新聞台、有線財經資訊台及有線綜合娛樂台也隨之停播，並改為轉播HOY資訊台。
UTV的應用程式除了適用於香港外，將會在短期內擴展至澳門、印尼、新加坡、馬來西亞、泰國和中國大陸的廣東省地區。

## 收看方法
要收看流動電視，需使用有接收流動電視訊號功能的智能手機或平板電腦，或購買由UTV自行推出、以Android作為作業系統的「UTV Dongle」以HDMI外接電視收看。觀眾也可以在智能電話或平板電腦上安裝UTV的專屬應用程式(支援Android及iOS平台)通過互聯網連線收看。原則上觀眾不用與UTV簽約即可收看UTV提供的免費頻道，而收看收費頻道亦不需簽約，只需按月收費。。
2018年3月，香港電視網絡向通訊事務管理局交還流動電視牌照，觀眾因此不能如過往般透過大氣電波以UTV Dongle接收流動電視信號，惟透過互聯網收看則不受影響。
2020年1月，中國移動推出「UTV Box」，這是經AndroidTV官方認證的電視盒子，除可收看UTV外亦可安裝第三方App，但與此同時智能電視版UTV APP應用程式已停止更新。

## 免費直播頻道
只需免費註冊，成為免費會員，即可免費收看！
| 頻道號碼 | 頻道名稱       |
| -------- | -------------- |
| 應用程式 | C+頻道         |
| 應用程式 | HOY資訊台      |
| 應用程式 | 鳳凰衛視資訊台 |
| 應用程式 | 鳳凰衛視中文台 |
| 應用程式 | 鳳凰衛視香港台 |

## 現已/即將停播頻道
| 停播時間      | 停播前號       | 頻道名稱             | 停播原因                           |
| ------------- | -------------- | -------------------- | ---------------------------------- |
| 2015年1月1日  | 528            | MNC International    | MNC International 頻道停止接受申請 |
| 2015年12月1日 | 521            | UOne                 | UOne 由C+頻道取代                  |
| 2015年12月1日 | 523            | 美亞高清電影台       | 美亞高清電影台停止提供服務         |
| 2016年2月1日  | 522            | 互動新聞台           | 互動新聞台停止提供服務             |
| 2016年2月1日  | 527            | Cartoon Network      | Cartoon Network停止提供服務        |
| 2017年12月1日 | 524            | tvN                  | tvN停止提供服務                    |
| 2017年12月1日 | 525            | 國家地理野生高清頻道 | 國家地理野生頻道停止提供服務       |
| 2017年12月1日 | 526            | 衛視中文台           | 衛視中文台停止提供服務             |
| 2023年6月1日  |                | 有線新聞台           | 因應有線電視交還收費電視牌照       |
| 2023年6月1日  | 有線財經資訊台 |                      | 因應有線電視交還收費電視牌照       |
| 2023年6月1日  | 有線綜合娛樂台 |                      | 因應有線電視交還收費電視牌照       |

## 外部連結
- UTV官方網站 （页面存档备份，存于）
- 中國移動香港：UTV （页面存档备份，存于）